# Raça i etnicitat en el cens dels Estats Units
Raça i etnicitat en el Cens dels Estats Units, definides per Oficina d'Administració i Pressupost (Office of Management and Budget, OMB) i l'Oficina del Cens dels Estats Units, són dates d'elements d'autoidentificació amb els quals els residents trien la raça o races amb la que més s'identifiquen, i indiquen si són o no d'origen hispà (l'única categoria per etnicitat).
Les categories racials representen una construcció social i política per a la raça o races a la que els enquestats consideren que hi pertanyen i "generalment reflecteixen una definició social de raça reconeguda en aquest país". L'OMB defineix el concepte de raça com s'indica per al Cens dels EUA com a "no científica o antropològica" i té en compte "les característiques socials i culturals, així com l'ascendència", l'ús de "metodologies científiques apropiades" que no són "principalment biològiques o genètiques en referència". Les categories de raça inclouen grups tant d'origen racial com d'origen nacional.
Raça i ètnia es consideren entitats separades i diferents, amb l'origen hispànic o "latino" preguntat a part. Per tant, a més de la seva raça o races, tots els entrevistats són classificats per la pertinença a una de les dues categories ètniques, que són "hispà o llatí" i "no hispà o llatí". No obstant això, la pràctica de separar "raça" i "etnicitat" com a diferents categories ha estat criticat tant per l'Associació Antropològica Americana com pels membres de la Comissió de Drets Civils dels Estats Units.
En 1997, l'OMB va publicar al Registre Federal un avís sobre la revisió de les normes per a la classificació de dades federals sobre raça i etnicitat. L'OMB va desenvolupar els estàndards de raça i ètnia amb la finalitat de proporcionar "dades consistents sobre la raça i l'etnicitat a tot el Govern Federal. El desenvolupament dels estàndards de dades es deriven en gran manera de les noves responsabilitats per fer complir les lleis de drets civils." Entre els canvis, l'OMB publicà la instrucció de "marcar una o més races", després d'observar l'evidència del creixent nombre de nens interracials i el desig de copsar la diversitat d'una manera mesurable i havent rebut sol·licituds de persones que volien ser capaços de reconèixer l'ascendència completa dels seus fills en lloc d'identificar-los amb un sol grup. Abans d'aquesta decisió, el Cens i altres recopilacions de dades governamentals demanaven a la gent es registrés en una sola raça.

## Com s'utilitzen les dades sobre raça i etnicitat
L'OMB afirma que "molts dels programes federals es porten a efecte sobre la base de les dades racials obtingudes del cens de cada deu anys (és a dir, la promoció d'igualtat d'oportunitats laborals, l'avaluació de les disparitats racials en la salut i riscs mediambientals). Les dades sobre raça són també crítics per a la investigació bàsica darrere de moltes de les decisions polítiques. Els estats requereixen aquestes dades per complir amb els requisits de redistribució legislativa. Les dades són necessàries per vigilar el compliment de la Llei de Dret al Vot per les jurisdiccions locals".
"Les dades sobre els grups ètnics són importants per posar en pràctica una sèrie de lleis federals (és a dir, l'aplicació de les normes electorals bilingües en virtut de la Llei de Dret al Vot, supervisió i aplicació de la igualtat d'oportunitats d'ocupació sota la Llei de Drets Civils). Les dades sobre els grups ètnics també són necessàries per als governs locals per a executar programes i complir amb els requisits legals (és a dir, la identificació dels segments de la població que no poden estar rebent els serveis mèdics sota la llei de salut pública, l'avaluació de si les institucions financeres estan complint les necessitats de crèdit de les poblacions minoritàries en el marc de la Llei de Reinversió en la Comunitat)".

## Breu ressenya de la raça i l'etnicitat en la història del Cens dels Estats Units

### Segles XVIII i XIX

#### Cens de 1790
En 1790, primer any oficial del Cens dels Estats Units, es varen respondre les següents qüestions, quatre de les quals tenien implicacions racials:
- Nombre d'homes blancs lliures menors de 16 anys
- Nombre d'homes blancs lliures majors de 16 anys
- Nombre de dones blanques lliures
- Nombre d'altres persones lliures
- Nombre d'esclaus[9]

En 1800 i 1810, la qüestió sobre els homes blancs lliures va ser més detallada.

#### Cens de 1820
El cens de 1820 fou elaborat amb les qüestions fetes en el de 1810 amb qüestions sobre l'edat dels esclaus que van ser anteriorment propietat. També el terme "de color" entra a la nomenclatura del cens. A més, es va incloure una qüestió sobre "nombre d'estrangers no naturalitzats".

#### Cens de 1830
Per al cens de 1830 es va incloure una nova qüestió "El nombre de persones blanques que eren estrangers no naturalitzats". Això reflecteix el creixement dels moviments nativistesen la societat estatunidenca d'aquell temps, així com la combinació del nombre i l'edat d'esclaus i persones lliures de color.

#### Cens de 1850
El cens de 1850 va veure un canvi dramàtic en la manera en què es recollia la informació sobre els residents. Per primera vegada, les persones lliures s'enumeren per separat en lloc de pel cap de família. Hi havia dos qüestionaris: un per als habitants lliures i un dels esclaus.
La qüestió sobre els habitants lliures sobre el color era una columna que anava a ser deixat en blanc si una persona era blanca, marcada "B" si una persona era negre, i es marca "M" si una persona era mulat.
Els esclaus eren registrats pel propietari, i classificats per gènere i edat, no individualment, i la qüestió sobre el color era una columna que era marcada amb una "B" si l'esclau era negre i una "M" si era mulat.

#### Cens de 1870
Per al cens de 1870 la qüestió color/racial fu ampliada per a cincloure la "C" pels xinesos, que era una categoria que incloïa a tots els asiàtics orientals, així com "I" per als amerindis.

#### Cens de 1890
Per al cens de 1890 l'Oficina del Cens canvià el disseny del qüestionari de població. Els residents encara s'enumeren per separat, però és utilitzar un nou full de qüestionari per a cada família. A més, aquest va ser el primer any en què al cens es distingeix entre les diferents races d'Àsia oriental, com el japonès i el xinès, per l'augment de la immigració. Aquest cens també va marcar el començament de la paraula "raça" en els qüestionaris.
Els enquestadors van ser instruïts per escriure "Blanc", "Negre", "mulat", "quarteró", "vuiteró", "xinès", "japonès" o "indi".

### Segle XX

#### Cens del 1900
Per 1900 la qüestió sobre el "color o raça" va ser lleugerament modificada, eliminant el terme "mulat". A més, hi va haver una inclusió d'un "Programa de Població Índia" en què "els enquestadors van rebre instruccions d'utilitzar un qüestionari ampliat especial per als indis americans que viuen en reserves o en grups familiars fora de les reserves." Aquesta versió ampliada inclou la qüestió "Fracció del llinatge de la persona que és blanc".

#### Cens de 1910
El cens de 1910 va ser similar a la de 1900, però va tornar a incloure "mulat" i una qüestió sobre la "llengua materna" del registrat. "Ot" es va afegir també per significar "altres races", amb espai per a escriure-hi una raça. La versió d'aquesta dècada del Programa de Població de l'Índia va oferir qüestions sobre la proporció del llinatge blanc, negre o indi americà dels individus.

#### Cens de 1920
El qüestionari del cens de 1920 era similar al de 1910 però exclou la programació diferent per als indis americans. "Hin", "Kor", i "Fil" foren afegits a la qüestió sobre "color o raça", el que significa hindú, coreà i filipí respectivament.

#### Cens de 1930
El canvi més gran en el cens d'enguany va ser la classificació racial. Els enquestadors van rebre instruccions de no utilitzar la classificació "mulat". En el seu lloc, se'ls va donar instruccions especials per informar de la raça de les persones interracials.
Una persona amb ascendència tanta blanca com negra (anomenada "sang") es registrarà com a "negre", sense importar la fracció d'aquest llinatge (la "regla d'una gota"). Una persona barreja de negre i amerindi també s'ha de registrar com a "Neg" (de "Negre") llevat que se'l considerés com a "predominantment" amerindi i acceptat com a tal en la comunitat.
Una persona amb ascendència blanca i ameríndia es registra com a ameríndia, llevat que la seva ascendència índia americana fos petita, i fos acceptat com a blancs dins de la comunitat. En totes les situacions en què una persona era blanca i d'alguna altra ascendència racial, era registrat una altra raça. Les persones que tenien les minories ascendència interracial havien de ser registrats en la raça del seu pare.
Per primera i única vegada, "mexicà" va ser catalogat com una raça. Els enquestadors van rebre instruccions que totes les persones nascudes a Mèxic, o de pares nascut a Mèxic, s'han de registrar com a mexicans, i no en qualsevol altra categoria racial. No obstant això, als censos anteriors i en 1940, els enquestadors van ser instruïts per enumerar els Mexicans dels Estats Units com a blancs.
Va tornar el Qüestionari Suplementari Amerindi, però en forma abreviada. Es va incloure una qüestió sobre si la persona era d'ascendència ameríndia completa o mixta.

#### Cens de 1940
El president dels Estats Units Franklin D. Roosevelt va promoure una política de "bon veïnatge" que pretenia millorar les relacions amb Mèxic. En 1935, un jutge federal va dictaminar que tres immigrants mexicans no tenien dret a la ciutadania, perquè no eren blancs, com ho exigeix la llei federal. Mèxic va protestar, i Roosevelt va decidir eludir la decisió i assegurar-se que el govern federal tractés els hispànics com a blancs. Aleshores el Departament d'Estat, l'Oficina del Cens, el Departament de Treball i altres agències governamentals es van assegurar de classificar uniformement les persones d'ascendència mexicana com a blancs. Aquesta política va encoratjar la Lliga de Ciutadans Llatinoamericans Units en el seu afany de reduir la discriminació mitjançant l'afirmació de la seva ascendència blanca.
El cens de 1940 va ser el primer a incloure la població separada i qüestionaris d'habitatge. La categoria racial de "Mexicà" fou eliminada en 1940, i la població d'ascendència mexicana fou contada entre la població blanca.

#### Cens de 1950
El qüestionari del cens de 1950 va remoure la paraula "color" de la qüestió racial, i també va eliminar hindú i coreà de la categoria de races.

#### Cens de 1960
El cens de 1960 va tornar a afegir la paraula "color" en la qüestió racial, i canvià "indi" per "amerindi", i s'hi afegiren hawaià, hawaià parcial, aleuta i esquimal. L'opció "altres" fou remoguda.

#### Cens de 1970
El cens d'aquest any va incloure l'opció "Negre", reafegí coreà i l'opció d'altres races. Els indis de l'est (terme utilitzat en aquest moment per a la gent ambs avantpassats al subcontinent indi) van ser comptats com a blancs. Hi va haver un qüestionari del qual se li va fer una mostra als enquestats. Aquestes qüestions van ser les següents:
a.	On va néixer aquesta persona?
b.	És origen o descendència d'aquesta persona ...
- Mexicana
- Puerto Rico
- Cubana
- Amèrica Central o del Sud
- Altres hispànics
- Cap d'aquestes

14.	A quin país va néixer el pare de la persona?
15.	A quin país va néixer la mare de la persona?
16.	
a.	Per a persones nascudes en un país estrangers - És una persona naturalitzada?
b.	Quan va venir la persona a quedar-se als Estats Units?
17.	Quina llengua, a part de l'anglès, és parlada en la llar per la persona als seus fills?
- Espanyol
- Francès
- Alemany
- Altres
- Cap, només anglès[9]

#### Cens de 1980
Aquest any es va agregar diverses opcions a la qüestió racial, inclosos vietnamites, hindú, de Guam, Samoa, i es reafegiren aleutians. Un cop més, el terme "color" va ser retirat de la qüestió racial, i de les següents qüestions es va fer una mostra als enquestats:
11. A quin estat o país estranger va néixer la persona?
12. Si aquesta persona va néixer a un país estranger...
a. Aquesta persona s'ha naturalitzat ciutadà dels Estats Units?
b. Quan va venir aquesta persona dels Estats Units per quedar-se?
13.	
a. Aquesta persona parla una altra llengua a la llar que no sigui l'anglès?
b. En cas afirmatiu, quina llengua?
c. Si és així, que tan bé parla aquesta persona l'anglès?
14. Quina és l'ascendència d'aquesta persona?

#### Cens de 1990
Les categories racials en aquest any són les que apareixen en el cens de 2000 i 2010. Les següents qüestions van ser fetes a una mostra dels enquestats per al Cens 1990:
8.	 En quin Estat dels EUA o país estranger va néixer aquesta persona?
9.	¿Aquesta persona és un ciutadà dels Estats Units?
10. Si aquesta persona no va néixer als Estats Units, quan va venir aquesta persona als Estats Units per quedar-se?
El cens de 1990 no va ser dissenyat per capturar múltiples respostes racials, i quan les persones van marcar l'opció "altres races" i proporcionen una escriptura múltiple, la resposta va ser assignar d'acord amb la raça escrita primer. "Per exemple, una escriptura de "Negre-Blanc" se li assigna un codi de Negre, una escriptura de "Blanc-Negre" se li assigna un codi "Blanc".
Als Estats Units, les dades del cens indiquen que el nombre de nens en famílies interracials va créixer de menys de mig milió l'any 1970 a prop de dos milions de dòlars en 1990. El 1990, les famílies interracials amb una parella blanca, l'altra parella .. era asiàtic dels Estats Units en un 45%...

### Segle XXI

#### Cens de 2000

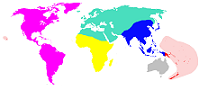
La raça de la població basada en llur ancestral país d'origen. Aquesta és la categorització de raça per països utilitzada en el cens de 2000.

La qüestió sobre la raça en el cens dels Estats Units de 2000 fou molt més diferenciada que en censos anteriors. Més significativament, als enquestats se'ls va donar l'opció de seleccionar una o més categories de raça per a indicar les identitats racials. Les dades mostren que gairebé set milions de nord-americans es van identificar com a membres de dues o més races. A causa d'aquests canvis les dades del Cens de 2000 sobre raça no són directament comparables amb les dades del cens de 1990 o anteriors. Per tant, es recomana l'ús de la precaució en la interpretació dels canvis en la composició racial de la població dels EUA al llarg del temps.
Les següents definicions s'apliquen només al cens de 2000.
- "Blancs". Una persona que té orígens en qualsevol dels pobles originals d'Europa, Orient Mitjà o Àfrica del Nord. S'inclou a les persones que indiquen que la seva la raça és "blanc" o entrades com irlandesos, alemanys, escocesos, italians, de l'est, àrabs o polonesos.[14]

- "Afroamericans o negres. "Una persona que té orígens en qualsevol dels grups racials negres d'Àfrica. Inclou les persones que indiquen que la seva raça és 'Negre, africà Am' o proporcionen entrades escrites com kenià, nigerià o haitià."[14]

- "Nadius americans i d'Alaska. Una persona que té orígens en qualsevol dels pobles originals de Nord i Sud-amèrica (inclosa Amèrica Central) i que manté una afiliació tribal o comunitat de pertinença."[14]

- "Asiàtics". Una persona que té orígens en qualsevol dels pobles originals de l'Extrem Orient, el sud-est asiàtic o el subcontinent indi incloent, per exemple, Cambodja, Xina, Índia, Japó, Corea, Malàisia, Pakistan, les Filipines, Tailàndia i Vietnam. Inclou 'indi asiàtic', 'xinès', 'filipí ', 'coreà ', 'japonès ', 'vietnamita', i "altre asiàtic"."[14]

- "Nadius hawaiians i altres illencs del Pacífic". Una persona que té orígens en qualsevol dels pobles originaris de Hawaii, Guam, Samoa o altres illes del Pacífic. Inclou persones que indiquen que la seva raça és "hawaià", "guamey o chamorro", "Samoa", i "altres illencs del Pacífic"."[14]

- "Algunes altres races". Inclou totes les altres respostes no incloses en les categories ja descrites "Blanc", "Negre o afroamericà", "amerindi i nadiu d'Alaska", "asiàtic" i "hawaians i altres illencs del Pacífic". Els enquestats que van escriure entrades com multiracial, mixta, interracial, We-Sort, o un grup hispà/llatí (per exemple mexicà, portoriqueny o cubà) en la categoria "altres races" s'inclouen aquí."[14]

- "Dues races o més". La gent pot haver optat per senyalar dues races o més sigui marcant dues o més caselles de resposta proporcionant múltiples respostes escrites, o per una combinació de caselles de verificació.[14]

El govern federal dels Estats Units ha ordenat que "en la recopilació i presentació de dades les agències federals estan obligades a utilitzar un mínim de dues ètnies: 'hispans o llatins' i 'no hispà o no llatí'". L'Oficina del Cens defineix "hispà o llatí" com a "persona de cultura o origen cubà, mexicà, portoriqueny, Amèrica Central o Sud, independentment de la seva raça." Per a la discussió del significat i abast de l'ètnia hispana o llatina, consulteu els articles hispans dels Estats Units i demografia racial i ètnica dels Estats Units.
L'ús de la paraula ètnia només per als hispans és molt més restringit que el seu significat convencional, que cobreix altres distincions, algunes de les quals estan cobertes per les qüestions "raça" i "ascendència". Les diferents qüestions donen cabuda a la possibilitat que els hispans i llatins nord-americans també declarin diverses identitats racials (vegeu també Hispànics blancs dels Estats Units, Asiàtics hispànics dels Estats Units i Negres hispànics dels Estats Units).
Al Cens dels Estats Units del 2000 el 12,5% de la població dels Estats Units es declararen d'ètnia "hispana o llatina" i el 87,5% es declarà "No-Hispànic o llatí".

#### Cens de 2010
El cens dels Estats Units de 2010 inclou canvis dissenyats per distingir més clarament l'ètnia hispana per no ser una raça. Això va incloure l'addició de la frase: "Per a aquest cens, l'origen hispà no és una raça." Endemés, el terme hispànic fou modificat de "hispànic o llatí" a "Origen hispànic, llatí o Espanyol".
Encara que s'usi en el cens i l'Enquesta sobre la Comunitat Nord-americana, "altra raça" no és una raça oficial, i l'Oficina considerà eliminar-la abans del cens del 2000. Com al formulari del Cens de 2010 no incloïa la qüestió titulada "ascendència" que apareix als censos anteriors, es van realitzar campanyes per posar-hi als no hispans caribenys dels Estats Units,turcs dels Estats Units, àrabs dels Estats Units i iranians dels Estats Units per indicar llur origen ètnic o nacional en les qüestions racials, específicament en la categoria "altres races".
El Comitè Interinstitucional s'ha suggerit que el concepte de marcar diverses caselles s'estendrà a la qüestió d'origen hispà, alliberant així als individus d'haver de triar entre l'herència ètnica dels seus pares. En altres paraules, el demandat pot triar tant "Hispà o Llatí" i "No Hispà o Llatí".

## Relació entre ètnia i raça en els resultats del cens
L'Oficina del Cens adverteix que les dades sobre la raça en el Cens 2000 no són directament comparables amb less obtingudes en els censos anteriors. Molts residents dels Estats Units consideren que raça i ètnia són el mateix.
| Raça                        | Hispànic o Llatí | % de H/L | % de US | No Hispànic o Llatí | % de No H/L | % de US |
| --------------------------- | ---------------- | -------- | ------- | ------------------- | ----------- | ------- |
| Cap raça                    | 35.305.818       | 100      | 12,5    | 246.116.088         | 100         | 87,5    |
| Una raça:                   | 33.081.736       | 93,7     | 11,8    | 241.513.942         | 98,1        | 85,8    |
| Blanc                       | 16.907.852       | 47,9     | 6,0     | 194.552.774         | 79,1        | 69,1    |
| Negre o Afroamericà         | 710.353          | 2,0      | 0,3     | 33.947.837          | 13,8        | 12,1    |
| Amerindi/ Nadiu d'Alaska    | 407.073          | 1,2      | 0,1     | 2.068.883           | 0,8         | 0,7     |
| Asiàtic                     | 119.829          | 0,3      | <0,1    | 10.123.169          | 4,1         | 3,6     |
| Nadiu hawaià Illenc Pacífic | 45.326           | 0,1      | <0,1    | 353.509             | 0,1         | 0,1     |
| Altres                      | 14.891.303       | 42,2     | 5,3     | 467.770             | 0,2         | 0,2     |
| 2 o + races:                | 2.224.082        | 6,3      | 0,8     | 4.602.146           | 1,9         | 1,6     |
| Altres + B/N/Am/A           | 1.859.538        | 5,3      | 0,7     | 1.302.875           | 0,5         | 0,5     |
| 2 o + B/N/Am/A              | 364.544          | 1,0      | 0,1     | 3.299.271           | 1,3         | 1,2     |

Al cens del 2000 els enquestats van ser inclosos en cada un dels grups de raça que van informar. En conseqüència, el total de cada categoria racial excedia al total de població total perquè algunes persones van informar més d'una raça.
Segons James P. Allen i Eugene Turner de la Universitat Estatal de Califòrnia, Northridge, segons alguns càlculs en el cens del 2000, la major part de la població blanca biracial era blanca/amerindi o nadiu d'Alaska, en 7.015.017, seguit per blanc/afroamericà en 737,492, per blanc/asiàtic en 727.197, i finalment blanc/hawaià i altres illencs del Pacífic en 125.628.
L'Oficina del Cens va implementar una Enquesta de Qualitat del Cens, recopilant dades d'aproximadament 50.000 llars per tal d'avaluar la informació de raça i origen hispà al cens del 2000 per tal de crear una forma de fer comparacions entre el cens del 2000 amb les dades del Cens racials anteriors.
El setembre del 1997, durant el procés de revisió de les categories racials prèviament declarades per la directiva OMB núm. 15, l'American Anthropological Association (AAA) va recomanar que l'OMB combinés la "raça " i les categories d'"ètnia" en una qüestió que aparegués com a "raça/ètnia" per al cens dels Estats Units del 2000. El Comitè Interinstitucional n'estava d'acord, afirmant que "raça" i "ètnia" no estaven prou definits i que "molts dels enquestats conceptualitzaven "raça" i "etnicitat" com el mateix (sic) subratllant la necessitat de consolidar aquests termes en una sola categoria, utilitzant un terme que és més significatiu per al poble nord-americà".
L'AAA també va declarar,
| « | "L'Associació Antropològica Americana recomana l'eliminació del terme "raça" de la Directiva OMB núm. 15 durant la planificació per al cens del 2010. Durant els darrers 50 anys ha estat científicament demostrat que "raça" no és un fenomen veritable i natural. Categories més específiques i socials tals com "ètnia" o "grup ètnic" són més importants per als fins científics i tenen menys connotacions negatives i racistes que les del concepte raça". "No obstant això, el concepte de raça s'ha convertit, bé i perniciosament, en la trama cultural i política dels Estats Units. S'ha convertit en un element essencial de la identitat individual i de la política del govern. Perquè tant dany s'ha basat en distincions 'racials' en els últims anys, correctius d'aquest mal també han de reconèixer l'impacte de la consciència "racial" entre la població als EUA, sense importar el fet que la "raça" no té cap justificació científica en la biologia humana. Eventualment, però, aquestes classificacions han de ser transcendides i reemplaçats per formes més no-racistes i acurades de representar la diversitat de la població dels EUA." | » |

Les recomanacions de l'AAA no foren adoptades per l'Oficina del Cens per al Cens del 2000 ni per al cens de 2010.

## Altres agències
En 2001 el National Institutes of Health adoptà el nou llenguatge per complir amb les revisions de la Directiva 15, com havia fet l'Equal Employment Opportunity Commission del Departament de Treball dels Estats Units en 2007.